# Васил Антонов (политик)
 Тази статия е за политика.  За революционера вижте Васил Антонов (революционер).  
Васил Миланов Антонов е български икономист и политик от БСП. Народен представител от парламентарната група на Коалиция за България в XL и XLII народно събрание.

## Биография
Васил Антонов е роден на 1 януари 1956 година в Михайловград. Завършва специалност „Икономика на търговията“ в Икономически институт – Варна. В периода от 1981 до 1985 година работи в общински съвет – Михайловград (дн. Монтана). През 1985 година отива в Плевен и започва работа в окръжния народен съвет. След това е зам.-шеф на фирма „Обществено хранене“, изпълнителен директор на фирма „Тибор“, икономически управител на Медицинския университет. От 1993 до 1996 година е зам.-управител на Ловешка област. През 1998 година започва да се занимава с частния бизнес.